# Frilka

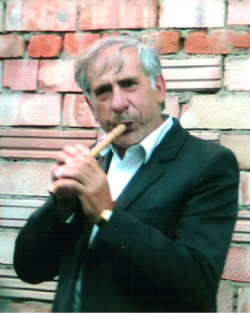
Der bekannte Frilkaspieler Lukjan Andrusjak aus dem Dorf Myschyn

Frilka (ukrainisch фрілка) ist eine in der Ukraine gespielte kurze, hoch tönende Kerbflöte mit sechs Grifflöchern ähnlich der längeren flojara, die hauptsächlich bei den Huzulen und im Grenzgebiet zwischen Huzulien und Pokutien verbreitet ist. Der Oberbegriff für ukrainische Flöten ist sopilka, wie auch eine bestimmte Kernspaltflöte genannt wird.

## Bauform
Die frilka ist 20 bis 40 Zentimeter lang und besitzt anstelle einer Kernspalte eine Kerbe am oberen offenen Ende, das an die Lippen gehalten wird. Nach Länge und Verwendung werden mehrere Varianten namentlich unterschieden. Ursprünglich wurden frilka ausschließlich aus Holz (Pflaume, Ahorn) hergestellt. Später begann man, frilka auch aus Metall (Aluminium, seltener Messing) herzustellen. Im lokalen Dialekt sagt man „грати у фрілку“ (wörtlich „in die frilka spielen“) statt „auf der frilka spielen“.

## Spielweise
Die frilka wurde traditionell von Hirten oder Waldarbeitern als Soloinstrument gespielt. Sie begleitete auch das Weihnachtsliedersingen (kolyadky), das Singen bei gemeinschaftlichen Arbeiten (z. B. toloka) und bei sonstigen Anlässen. Am häufigsten wird die frilka jedoch bei Hochzeitskapellen verwendet, wo sie – ähnlich wie die Geige – die Melodieführung übernimmt. Für schnelle und längere Tänze wie die Huzulka verwendeten die Musiker häufig zwei frilka in unterschiedlichen Tonhöhen.
In jüngerer Zeit wurde die frilka in Ensembles traditioneller Musikinstrumente aufgenommen. Der bekannte Ethnograph und „Verdiente Meister der Volkskunst der Ukraine“, Mychajlo Tymofijiw aus Kolomyja, entwickelte 1974 eine chromatische frilka mit zehn Grifflöchern. Dies ermöglichte die Ausführung nicht nur traditioneller Volksmelodien, sondern auch klassischer Werke.

## Musiker
Ukrainische Musiker, die Flöten spielen, werden sopilkari („Sopilkaspieler“), seltener sopileshnyky, genannt. Zu den besten Frilkaspielern in der Huzulenregion gehörten: Jurij Luzak, Wasyl Luzak und Mychajlo Matzkiw aus Petschenischyn, Mykola Kuschtschak aus Welykyj Kljutschiw, Dmytro Lewyzkyj aus dem Dorf Kosmatsch sowie Mychajlo Tymofijiw und Wassyl Popadjuk aus dem Dorf Myschyn. Zu den führenden heutigen Frilkaspielern zählen: Lukjan Andrusjak aus Myschyn, Mykola Warzabjuk aus Kosmatsch, Mykola Stefurak aus Petschenischyn sowie Jurij Sorochmanjuk und Jurij Wyksjuk aus Jaremtsche.
Der Musiker Jurij Hrabowezkyj aus Pechenizhyn erhielt 1943 beim Regionalwettbewerb für Volksinstrumente in Lwiw den ersten Preis für sein Frilka-Stück „Gesang der Vögel“. Der Virtuose Wassyl Popadjuk aus Myschyn war einer der führenden Sopilkasolisten der Ukraine, spielte im Orchester des Nationalensembles „H. Werjowka“ und wurde mit dem Titel „Volkskünstler der Ukraine“ ausgezeichnet. In der ukrainischen Diaspora spielte in den 1960er–1970er Jahren Mychajlo Myronjuk, gebürtig aus Myschyn, bei Konzerten in Detroit (USA) Frilka. Gelegentlich trat er auch mit dem bekannten Bandura-Ensemble „Taras Schewtschenko“ auf.